# Frankenfeld
Frankenfeld är en kommun och ort i Landkreis Heidekreis i förbundslandet Niedersachsen i Tyskland.
Kommunen ingår i kommunalförbundet Samtgemeinde Rethem (Aller) tillsammans med ytterligare tre kommuner.